# Phyllobius viridiaeris
Phyllobius viridiaeris — вид долгоносиков-скосарей из подсемейства Entiminae.

## Описание
Жук длиной 3,5-5 мм. Всё тело покрывают зелёные чешуйки. Щетинки на промежутках надкрылий очень короткие, едва различные. Жгутики усиков толстые, их 4-7 сегменты не длиннее своей ширины, у самок слабопоперечные, булава короткояйцевидная. Ноги толстые, желтоватые, бёдра часто у середины черноватые.